# Leucobryum laminatum
Leucobryum laminatum là một loài rêu trong họ Dicranaceae. Loài này được Mitt. mô tả khoa học đầu tiên năm 1861.